# Liste der kanadischen Meister im Schach
Die Liste der kanadischen Meister im Schach enthält die Sieger aller kanadischen Einzelmeisterschaften.

## Allgemeines
Die kanadische Meisterschaft wurde erstmals nach Gründung des kanadischen Schachverbandes (englisch The Chess Federation of Canada, französisch La Fédération Canadienne des Échecs) 1872 ausgetragen, findet aber inzwischen nur noch unregelmäßig statt. Rekordmeister sind Maurice Fox und Daniel Abraham Yanofsky mit je acht Titeln.
Die kanadische Meisterschaft der Frauen wurde erstmals 1975 ausgespielt. Rekordmeisterin ist Nava Starr mit acht Titeln.

## Kanadische Einzelmeister
| Jahr | Ort           | Gewinner                                         |
| ---- | ------------- | ------------------------------------------------ |
| 1872 | Hamilton      | Turnier nicht beendet                            |
| 1873 | Toronto       | Albert Ensor                                     |
| 1874 | Montreal      | William Henry Hicks                              |
| 1875 | Ottawa        | George Jackson                                   |
| 1876 | Hamilton      | Edward Sanderson                                 |
| 1877 | Québec        | Henry Howe                                       |
| 1878 | Montreal      | Jacob Ascher                                     |
| 1879 | Ottawa        | Edwin Pope                                       |
| 1881 | Ottawa        | Joseph Shaw                                      |
| 1882 | Québec        | Edward Sanderson                                 |
| 1883 | Montreal      | Henry Howe                                       |
| 1884 | Ottawa        | François-Xavier Lambert                          |
| 1886 | Québec        | Nicholas MacLeod                                 |
| 1887 | Montreal      | George Barry                                     |
| 1888 | Québec        | Nicholas MacLeod                                 |
| 1889 | Montreal      | James Narraway                                   |
| 1890 | Québec        | Robert Short                                     |
| 1891 | Montreal      | Thomas Davison                                   |
| 1892 | Toronto       | William Boultbee                                 |
| 1893 | Québec        | James Narraway                                   |
| 1894 | Montreal      | Thomas Davison                                   |
| 1897 | Orillia       | James Narraway                                   |
| 1898 | Toronto       | James Narraway                                   |
| 1899 | Montreal      | Magnus Smith                                     |
| 1904 | Winnipeg      | Magnus Smith                                     |
| 1906 | Montreal      | Magnus Smith                                     |
| 1909 | Toronto       | Joseph Sawyer                                    |
| 1910 | Montreal      | John Stuart Morrison                             |
| 1913 | Winnipeg      | John Stuart Morrison                             |
| 1920 | Toronto       | Sydney Gale                                      |
| 1922 | Montreal      | John Stuart Morrison                             |
| 1924 | Hamilton      | John Stuart Morrison                             |
| 1926 | Montreal      | John Stuart Morrison                             |
| 1927 | Toronto       | Maurice Fox                                      |
| 1929 | Montreal      | Maurice Fox                                      |
| 1931 | Hamilton      | Maurice Fox                                      |
| 1932 | Haileybury    | Maurice Fox                                      |
| 1933 | Winnipeg      | Robert Martin                                    |
| 1934 | Toronto       | Harry Belson                                     |
| 1935 | Montreal      | Maurice Fox                                      |
| 1936 | Toronto       | Boris Blumin                                     |
| 1937 | Québec        | Boris Blumin                                     |
| 1938 | Toronto       | Maurice Fox                                      |
| 1940 | Montreal      | Maurice Fox                                      |
| 1941 | Winnipeg      | Daniel Abraham Yanofsky                          |
| 1943 | Dalhousie     | Daniel Abraham Yanofsky                          |
| 1945 | Saskatoon     | Daniel Abraham Yanofsky, Frank Yerhoff           |
| 1946 | Toronto       | Harry Belson                                     |
| 1947 | Québec        | Daniel Abraham Yanofsky                          |
| 1949 | Arvida        | Maurice Fox                                      |
| 1951 | Vancouver     | Paul Vaitonis                                    |
| 1953 | Winnipeg      | Frank Ross Anderson, Daniel Abraham Yanofsky     |
| 1955 | Ottawa        | Frank Ross Anderson                              |
| 1957 | Vancouver     | Paul Vaitonis                                    |
| 1959 | Montreal      | Daniel Abraham Yanofsky                          |
| 1961 | Brockville    | Lionel Joyner                                    |
| 1963 | Winnipeg      | Daniel Abraham Yanofsky                          |
| 1965 | Vancouver     | Daniel Abraham Yanofsky                          |
| 1969 | Pointe-Claire | Duncan Suttles                                   |
| 1972 | Toronto       | Peter Biyiasas                                   |
| 1975 | Calgary       | Peter Biyiasas                                   |
| 1978 | Toronto       | Jean Hébert                                      |
| 1981 | Montreal      | Igor Iwanow                                      |
| 1984 | Ottawa        | Kevin Spraggett                                  |
| 1985 | Edmonton      | Raymond Stone                                    |
| 1986 | Winnipeg      | Igor Iwanow, Kevin Spraggett                     |
| 1987 | Baie-Comeau   | Igor Iwanow                                      |
| 1989 | Windsor       | Kevin Spraggett                                  |
| 1991 | Scarborough   | Lawrence Day                                     |
| 1992 | Kingston      | Alexandre Lesiège                                |
| 1994 | Hamilton      | Kevin Spraggett                                  |
| 1995 | Ottawa        | François Léveillé, Ron Livshits, Bryon Nickoloff |
| 1996 | Toronto       | Kevin Spraggett                                  |
| 1999 | Brantford     | Alexandre Lesiège                                |
| 2001 | Montreal      | Alexandre Lesiège                                |
| 2002 | Richmond      | Pascal Charbonneau                               |
| 2004 | Toronto       | Pascal Charbonneau                               |
| 2006 | Toronto       | Igor Zugic                                       |
| 2007 | Kitchener     | Nikolay Noritsyn                                 |
| 2009 | Guelph        | Jean Hébert                                      |
| 2011 | Guelph        | Bator Sambuev                                    |
| 2012 | Montreal      | Bator Sambuev                                    |
| 2015 | Guelph        | Tomas Krnan                                      |
| 2017 |               | Bator Sambuev, Nikolay Noritsyn                  |
| 2019 |               | Evgeny Bareev                                    |
| 2022 |               | Yuanchen Zhang                                   |
| 2023 |               | Nikolay Noritsyn                                 |
| 2024 |               | Shiyam Thavandiran                               |

## Kanadische Meisterinnen der Frauen
| Jahr | Ort         | Gewinner            |
| ---- | ----------- | ------------------- |
| 1975 | Ottawa      | Smilja Vujosevic    |
| 1978 | Victoria    | Nava Shterenberg    |
| 1981 | Toronto     | Nava Shterenberg    |
| 1984 | Toronto     | Nava Shterenberg    |
| 1986 | Toronto     | Nava Shterenberg    |
| 1989 | Scarborough | Nava Starr          |
| 1991 | Guelph      | Nava Starr          |
| 1995 | Montreal    | Nava Starr          |
| 1996 | Toronto     | Johanne Charest     |
| 2001 | Toronto     | Nava Starr          |
| 2004 | Toronto     | Dinara Khaziyeva    |
| 2006 | Toronto     | Natalia Khoudgarian |
| 2007 | Kitchener   | Natalia Khoudgarian |
| 2009 | Kitchener   | Dina Kagramanov     |
| 2011 | Toronto     | Natalia Khoudgarian |
| 2012 | Montreal    | Natalia Khoudgarian |
| 2016 | Ottawa      | Qiyu Zhou           |
| 2018 |             | Maili-Jade Quellet  |
| 2022 |             | Maili-Jade Quellet  |
| 2024 |             | Maili-Jade Quellet  |